# Valter difende Sarajevo
Valter difende Sarajevo (Valter brani Sarajevo) è un film del 1972 diretto da Hajrudin Krvavac.
La pellicola descrive le vicende di Valter, un partigiano jugoslavo della Seconda guerra mondiale.

## Trama
A Sarajevo, in Bosnia, nel 1944, durante il ritiro delle armate tedesche dalla Jugoslavia verso la fine della Seconda guerra mondiale, i Nazisti stanno cercando di far rientrare i propri carrarmati dalla Grecia per rafforzare la difesa della Germania, ma per far ciò hanno bisogno di carburante, e Sarajevo è un importante punto di rifornimento.
Poiché interferire con le risorse di carburante di Sarajevo potrebbe mettere a rischio l'intera campagna di guerra nei Balcani, per questa operazione è previsto il massimo segreto. Ma c'è un problema: i loro piani sono ostacolati da un leader della resistenza partigiana di nome Valter, un uomo così misterioso che neanche i suoi compagni sanno nulla su di lui, compreso il suo vero aspetto. La ritirata dei carrarmati è un'operazione così critica che uno dei migliori agenti  è inviato a Sarajevo per identificare ed eliminare Valter e il movimento di resistenza armata della città.
Con così poche informazioni su Valter, è facile per l'agente tedesco infiltrarsi nel movimento della resistenza e spacciarsi per l'uomo che guida la resistenza, ma tradimenti e diffidenza fanno sì che nessuno sappia chi lavori per chi, e ancor meno chiara è l'identità di un uomo misterioso che asserisce di provenire da Mostar.

## Influenze sulla cultura di massa
La band jugoslavia Zabranjeno Pušenje ha intitolato il proprio album di debutto Das ist Walter, in onore al film. La prima traccia dell'album è il tema del film di Bojan Adamič, seguita dal famoso dialogo del film tra gli ufficiali tedeschi mentre osservano la città di Sarajevo.
Il film è molto famoso in Cina, così tanto che si produce la birra Valter, con la foto dell'attore Bata Živojinović (che interpreta Valter) sull'etichetta. Durante l'Operazione Allied Force del 1999, quando la NATO bombardò la Repubblica Federale di Jugoslavia, in particolare la Repubblica di Serbia, venne bombardata anche l'ambasciata cinese di Belgrado, e Bata Živojinović andò a visitare i feriti all'ospedale.
Un dialogo del film è particolarmente famoso:

Colonnello: Merkwürdig! Seit ich in Sarajevo bin, suche ich Walter und finde ihn nicht. Und jetzt, wo ich gehen muss, weiss ich wer er ist. (Da quando sono a Sarajevo, ho cercato Valter, ma non sono riuscito a trovarlo. E adesso che sto per andare via, so chi è.)

Gestapo: Sie wissen wer Walter ist?! Sagen Sie mir sofort seinen Namen! (Lei sa chi è Valter? Mi dica subito il suo nome!)

Colonnello: Ich werde ihn Ihnen zeigen... Sehen Sie diese Stadt? Das ist Walter! (Glielo mostrerò...vede questa città [Sarajevo]? Ecco Valter.)